# Stazione di Sambuca di Sicilia
La stazione di Sambuca di Sicilia era una stazione ferroviaria della linea a scartamento ridotto Castelvetrano-San Carlo-Burgio a servizio del comune di Sambuca di Sicilia in provincia di Agrigento.

## Storia
La stazione è stata aperta al traffico il 28 ottobre 1928 con l'apertura della tratta Santa Margherita di Belice-San Carlo per essere chiusa, il 15 gennaio 1968, in seguito al terremoto che ha sconvolto la valle del Belice, per essere poi definitivamente dismessa il 15 gennaio 1972 con la soppressione della linea.
Successivamente alla chiusura della linea la stazione è stata demolita e ciò che rimane della stazione, oltre che il nome della strada, è solamente la torre del rifornimento dell'acqua.